# Podgora pri Dolskem
Podgora pri Dolskem – wieś w Słowenii, w gminie Dol pri Ljubljani. W 2018 roku liczyła 322 mieszkańców.